# Dry County (Lied)
Dry County ist eine Rock-Ballade der US-amerikanischen Rockband Bon Jovi. Sie erschien im Mai 1994 als sechste und letzte Single des Albums Keep the Faith und wurde von Jon Bon Jovi geschrieben. Dry County ist mit einer Länge von 9 Minuten und 52 Sekunden Bon Jovis längster Song. Eine kürzere Version mit einer Länge von sechs Minuten erreichte Platz neun in den britischen Charts.

## Struktur
Dry County, welches vom Niedergang der Ölindustrie handelt, ist eine epische Powerballade mit mehreren Höhepunkten und zwei langen Soli von Richie Sambora, vergleichbar mit Songs wie Free Bird (Lynyrd Skynyrd) oder November Rain (Guns n’ Roses).
Textlich geht es um jemanden, der in einer heruntergekommenen Stadt verblieben ist, die einst reich war.

## Chartplatzierungen
| ChartsChartplatzierungen     | Höchstplatzierung | Wochen |
| ---------------------------- | ----------------- | ------ |
| Deutschland (GfK)            | 41 (7 Wo.)        | 7      |
| Österreich (Ö3)              | 26 (7 Wo.)        | 7      |
| Schweiz (IFPI)               | 10 (11 Wo.)       | 11     |
| Vereinigtes Königreich (OCC) | 9 (6 Wo.)         | 6      |